# Stonehenge (együttes)
A Stonehenge egy magyar progresszív metal-együttes volt. A Bóta Balázs gitáros és Bátky Zoltán "BZ" énekes nevével fémjelzett csapat 2001-ben megjelent Angelo Salutante című albuma nemzetközi szinten is feltűnést keltett. Az Angelo Salutante 2015-ben felkerült a legnagyobb hatású magyar metal-albumok listájára.

## Történet

### Demókorszak (1992-1998)
A zenekart 1992-ben alapította Veszprém városában Kecskeméti Róbert énekes, Bóta Balázs gitáros, Czipri Tibor gitáros, Jutasi Sándor basszusgitáros, Kajtár Péter dobos. Egy évvel az alakulás után elkészült az első demó (Any Problems?). Az 1994-es évet az Akela előzenekaraként kezdte az együttes, majd a Sing Sing koncertjein melegítették be a közönséget, ami nagy lökést adott a népszerűségüknek. A turnék után tagcsere következett, Soós Gábor ült a dobok mögé. Nem sokkal később teljesen szétesett ez a felállás, és csupán Bóta Balázs és Jutasi Sándor maradtak együtt.
1995 első napján újraalakult az együttes. A két új tag Landy László dobos és Viszt Viktor énekes lett. A nyáron a Teve Sound stúdióban felvették a második demót (Reality/Evolution) Váradi Péter billentyűs vendégszerepelésével. Viszt hamar odébb állt, ezután az énekes posztját Illésfalvy Iván töltötte be, akivel decemberben rögzítették az Afterwards kislemezt. A kritikusok egyre többet foglalkoztak az együttessel. 1996 júliusában részt vettek az LMS-fesztiválon, majd felvették a Rambling 1 című kislemezt. Szeptemberben a pécsi Progresszív Fesztivál vendégei voltak. Erre az eseményre Tóth István ideiglenes visszatért az együttesbe, majd később véglegesen is. Még az év vége előtt elkészült Rambling 2.
1997-ben a Psychotic Waltz előzenekara voltak az amerikai prog-metal együttes magyarországi fellépésén. Novemberben másodszor is felléptek a Progresszív Fesztiválon, majd az év végén még egy tagcsere következett: Felföldi Péter lett az  új énekes. 1998-ban vették fel a háromszámos Angels című demót, melyen vendégzenészként szerepelt Hohl Árpád. Az együttes nemsokára újabb tagcseréken esett át.

### A klasszikus felállás (1999-2003)
1999 legelejétől Bátky Zoltán (alias BZ) vette át az énekesi posztot. A régi dalokat átdolgozták és folyamatosan születtek az új témáik is, mint a zenekar legelső klipjét adó "Between Two Worlds", a keleties "Full Moon" vagy az indián mitológiából merítő "Wendigo". Az említett videóklipet 2000-ben forgatták. Ekkor már Baki Ádám személyében "élő" billentyűssel gazdagodott az együttes, és Somogyi Zoltán basszusgitározott a zenekarban, de hamarosan Temesi Bertalan vette át a hangszert.
A zenekar 2000 végén kezdte meg első albumának felvételeit és jó egy évig dolgoztak a HSB Stúdióban Hidasi Barnabás hangmérnökkel.
Az Angelo Salutante című album 2001 áprilisában jelent meg a Nail Records gondozásában. A fogadtatás minden előzetes várakozást felülmúlt. Az albumot később licencelte a spanyol Heavencross Records, de bővített formában kiadták Koreában, Tajvanon és Japánban is. A lemezt természetesen koncertturné is követte, melynek jó részében a szentgotthárdi Da Capo volt a Stonehenge vendége. Kiemelkedő állomás volt a 2001-es Summer Rocks fesztivál, melyen egyetlen hazai zenekarként vett részt a csapat. 2002-ben felléptek a Sziget Fesztiválon, a következő évben pedig első és egyedüli magyar fellépőként a Stonehenge főműsoridőben játszott a hollandiai ProgPower Europe fesztiválon. Bár akkor még nem tudták, de ez a fellépés volt eddigi utolsó élő koncertjük.

### Válság (2003-2005)
2003-ban több részletben felvételre került egy Shaman munkacímű EP, amely azonban sosem látott napvilágot. Három dalának feléneklése után BZ először a tagok aktivitásának, motivációjának visszatérését kérte a többiektől, de egy hónapos türelmi idő elteltével az év nyarán távozott. Ezt követően a Stonehenge gyakorlatilag leállt, és a tagok visszavonultak. A Stonehenge 2005-ben még megpróbálkozott egy kissé furcsa lépéssel: bekerült az együttesbe Kyrah énekesnő (ex-Without Face és férfi énekesként az Angliából érkezett, japán származású Fumio Takaki. A 2005-ben kiadott Nerine azonban nem volt más, mint a 2003-ban még BZ-vel készült kiadatlan EP újraénekelt, újrakevert változata, új dalszövegekkel és dallamokkal, kiegészítve egy pár perces instrumentális szerzeménnyel.
Az EP kiváló kritikákkal és meglepően magas eladási statisztikákkal büszkélkedhetett. A Mahasz nemzetközi kislemez lista 2. helyét érték el, egyedülálló módon a hazai progmetal színtér képviselői közt. Ez a legutolsó felállás már egyáltalán nem koncertezett, további érdemi munka nem folyt az EP megjelenését követően, így a Stonehenge 2005 második fele óta – bár hivatalosan nem szűnt meg – de inaktív.

### Próbaterem (2009)
Bóta Balázs és Jutasi Sándor alapítótagok, közös zenélés iránti lelkesedése egy pillanatra sem halványult el az évek alatt. Legyen az Stonehenge, vagy bármi más zenei megvalósulás, mindig jelen volt a lehetőség, amivel éltek is... 2009-ben Balázs és Sanyi a legrégebbre visszanyúló zenekari emlékekre építkezve, elkezdtek próbálni a zenélés öröme miatt, mindenféle elvárástól, és kötöttségtől mentesen. Szinte az első próbával egyidőben, a megérzései miatt Szabó Kristóf jelentkezett a srácoknál, hogy csatlakozna a dologhoz. (Érdekesség, hogy senkinek nem szóltak a közös projectről...) Ami biztos volt, hogy nem a Stonehenge folytatásán dolgoztak, hanem egy új zenekar alapjait akarták létrehozni. Az első project megbeszélésen Balázs, Sanyi, Kristóf és Czapár János (ex-After All szintis) volt jelen, DE Kristóf titokban szólt BZ-nek is, hogy jöjjön el. Ez a találkozó továbbra sem a  Stonehenge reunionról szólt. Egészen az első próbáig... Adta magát a dolog, hogy bemelegítésnek pár közös számot játszottak a srácok. Ennek a vége az lett, hogy elkezdődött a dalírás, ötletelés, demózás. Az ott született számok azóta is várják, hogy végleges formát kapjanak, netán valamikor rögzítésre kerüljenek. Akarva akaratlanul, új Stonehenge formáció született.

### Metalfest (2011)
Elég hamar híre ment, hogy újra létezik a Stonehenge. A Shadow Man című új szám videója elérhetővé vált, és egyre inkább nőtt az érdeklődés a zenekar iránt. Ennek bizonyítéka, hogy a 2011-es Metalfest-re meghívást kapott a zenekar, és végre újra élőben is láthatták a zenekart a rajongók. A Metalfest után sajnos újra megtört a lendület. Az új dalok nem lettek kiadva, nem volt sem koncert sem egyéb aktivitás, annak ellenére, hogy nem nosztalgiabulinak indult a dolog.

### Vissza a gyökerekhez (2015)
2015-ben a zenekar ismét próbálni kezdett. Az akkori felállás, csakis a zenélés öröme miatt jött össze a próbákra a szülővárosban, Veszprémben. Balázs, Sanyi, és a korai demókon énekesként szereplő, egyébként  gyerekkori barát, Tóth István voltak jelen a próbákon, kiegészülve Kristóffal. A próbák jó hangulatban teltek, de igazából tényleg csak örömzenélés volt. 

## Utóélet
- Bóta Balázs: nem zenél aktívan, creative group head-ként (művészeti vezető) dolgozik egy vezető nemzetközi reklámcégnél. Felesége és két gyermeke van. A passzív időszakban meghívást kapott Baky Ádám Dream is destiny című szólólemezének munkálataiba, ahol hosszú évek után ismét egy produkcióban dolgozhatott BZ-vel, az Abyss című dalban. Említett project jó alkalom volt rendezni a múlt sérelmeit és újra baráti kapcsolatot létesíteni BZ-vel. Ettől a momentumtól Balázs bevallása szerint bármi lehetséges kettejük együtt működését illetően…
- Bátky-Valentin Zoltán: BZ már a Stonehenge aktív időszakában tagja lett az After Crying nevű világhírű szimfonikus progresszív zenekarnak. Vele készült a Show album (2003) és a Live DVD (2007). A Stonehenge feloszlása után a Da Capo tagjaival, akikkel már addig is dolgozott közösen, megalapította a Wendigo zenekart. Egy EP (Reconnecting, 2004) és egy album (Let It Out, 2006) került ki tőlük, és azóta is aktívak mind Magyarországon, mind pedig külföldön. Folyamatosan szerepel különböző zenei projektekben, mint a Queen Tribute vagy a H.A.R.D., vendégként megannyi koncerten és felvételen szerepelt.
- Szabó Kristóf: Egy ideig zeneileg inaktív, ma a Yava nevű alternatív-folk-jazz zenekar dobosa.
- Temesi Bertalan: Azóta jegyzett és keresett session-zenész lett, a teljesség igénye nélkül a Black-Out, a Kowalsky meg a Vega, Charlie, Demjén Ferenc basszusgitárosa rövidebb ideig illetve fellépéseken.
- Baki Ádám: A Stonehengeből való kilépése után hobbizenészként írt dalokat, de zenekarban nem játszott. Limitált példányszámban még 2006-ban megjelent egy szólólemeze, amely az Every7years név alatt, Dream Is Destiny címmel készült el. Érdekessége, hogy több más vendég mellett egy dalban itt zenélt a Stonehenge-ből való kilépése óta BZ és Bóta Balázs. 2012. szeptember 8-án egy horvátországi autóbalesetben elhunyt.[6][7]

## Tagok
Utolsó felállás
- Bóta Balázs – gitár (1992-2005),
- Szabó Kristóf – dob (1999-2005)
- Baki Ádám – billentyűs hangszerek (1999-2005)
- Temesi Bertalan – basszusgitár (2000-2005)
- Fumio Takaki – ének (2005)
- Kyrah – ének (2005)

Korábbi tagok
- Kecskeméti Róbert – ének (1992-1994),
- Czipri Tibor – gitár (1992-1994),
- Jutasi Sándor – basszusgitár (1992-1999)
- Kajtár Péter – dob (1992-1994)
- Soós Gábor – dob (1994)
- Landy László – dob (1995-1999)
- Viszt Viktor – ének (1995)
- Illésfalvy Iván – ének (1995-1997)
- Felföldi Péter – ének (1997-1998)
- Bátky Zoltán "BZ" – ének (1999-2003)
- Somogyi Zoltán – basszusgitár (1999-2000)

## Diszkográfia

### Albumok
- Angelo Salutante (2001)
- Nerine (EP, 2005)

### Demók
- Any Problems? (1993)
- Reality/Evolution (1995)
- Afterwards (1995)
- Rambling I. (1996)
- Rambling II. (1996)
- Angels (1998)

### Válogatások
- Somewhere in Hungary (Iron Maiden Tribute)
- RoastingHouse
- Power Hung(a)ry (1999)

## Külső hivatkozások
- Stonehenge hivatalos Myspace oldal
- Encyclopaedia Metallum – Stonehenge (Hun) (angolul)
- ProgArchives – Stonehenge (angolul)

## YouTubevideók
- Nerine album munkálatait összefoglaló film
- Between Two Worlds videóklip
- Angels koncertfelvétel Daniel Gildenlöw (Pain of Salvation) közreműködésével a Szigeten